# Bietola

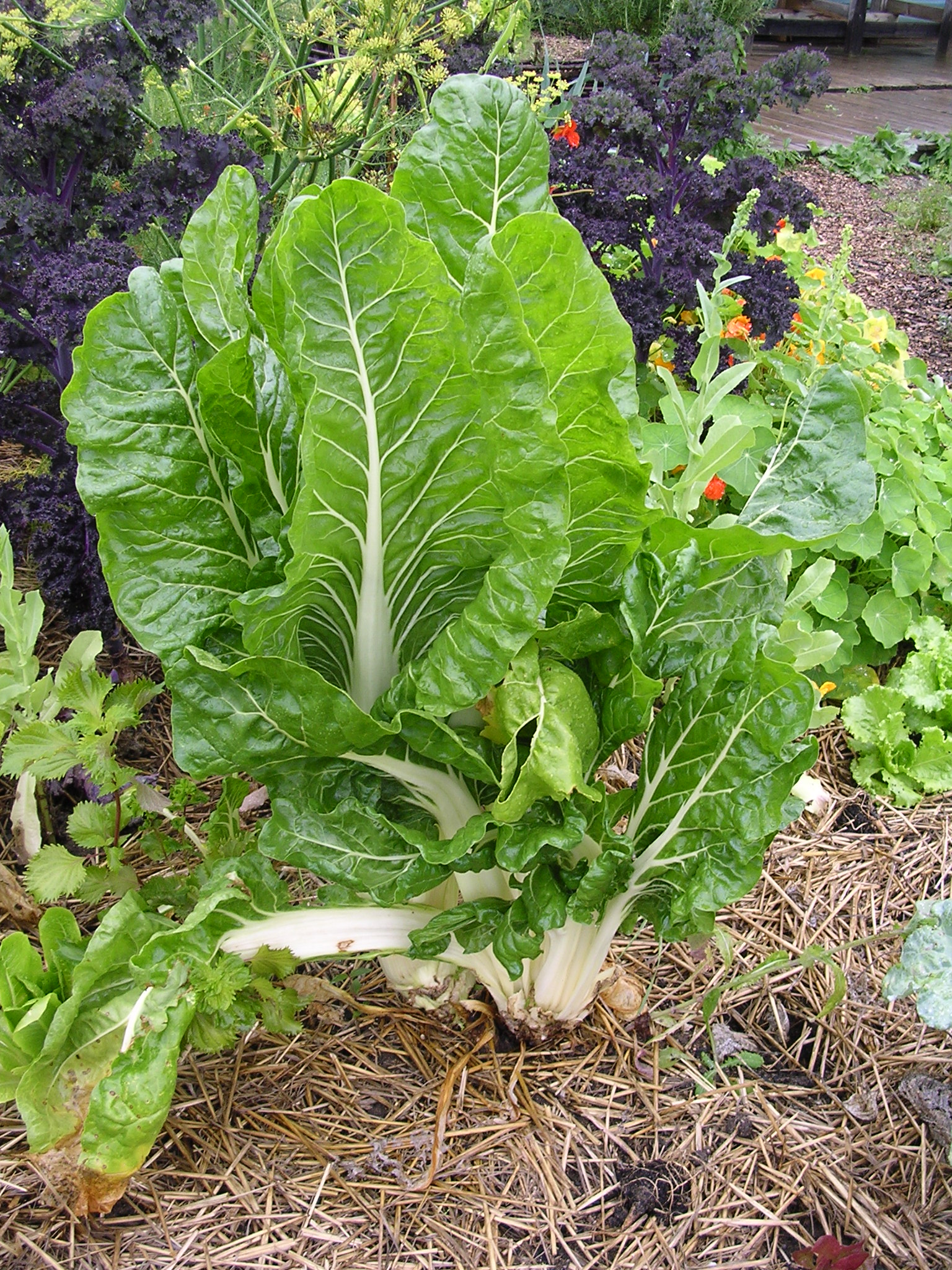
Bietola

La bietola (Beta vulgaris var. cicla) è una varietà di barbabietola (Beta vulgaris), pianta appartenente alla famiglia delle Amaranthaceae (Chenopodiaceae secondo il Sistema Cronquist).

## Descrizione
È una varietà biologica di Beta vulgaris, una pianta erbacea sia biennale sia annuale, con foglie grandi di colore verde brillante. I gambi sono bianchi, rossi o gialli secondo la varietà.

## Distribuzione e habitat
È nativa dell'Europa meridionale, dove cresce spontanea nella regione del Mediterraneo. Ne esistono numerose varietà dato che si coltiva in tutte le zone temperate del mondo.

## Informazioni nutrizionali
È una verdura molto apprezzata dato che contiene vitamine, fibre, acido folico e sali minerali. Le foglie esteriori, che sono le più verdi, contengono la maggior quantità di vitamine e carotene. Contiene acido ossalico.
Si può consumare tutta la pianta incluso le foglie e il gambo. Le foglie vengono raccolte quando sono ancora piccole (meno di 20 cm). 

## Galleria d'immagini

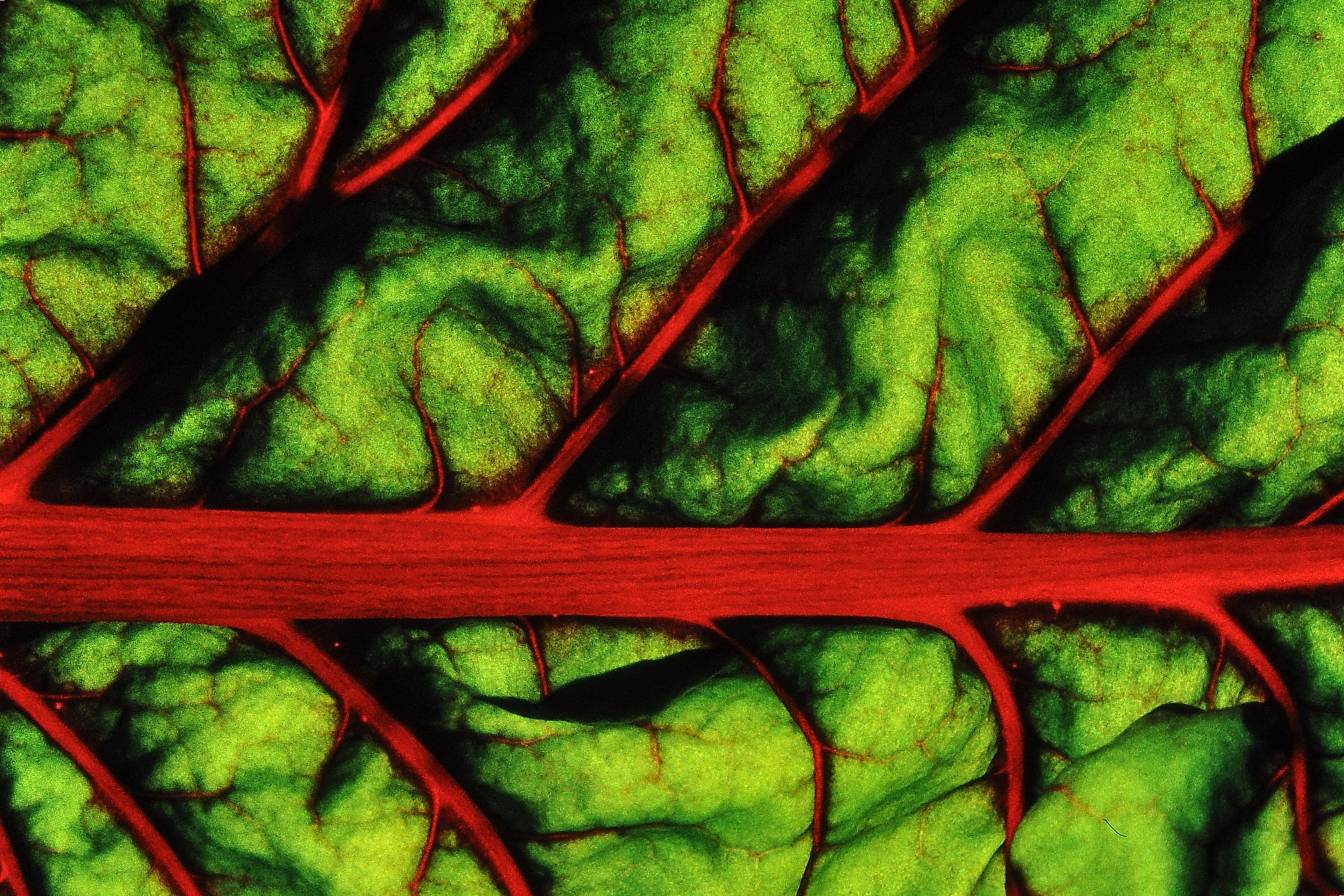
Bietola con gambo di colore rosso
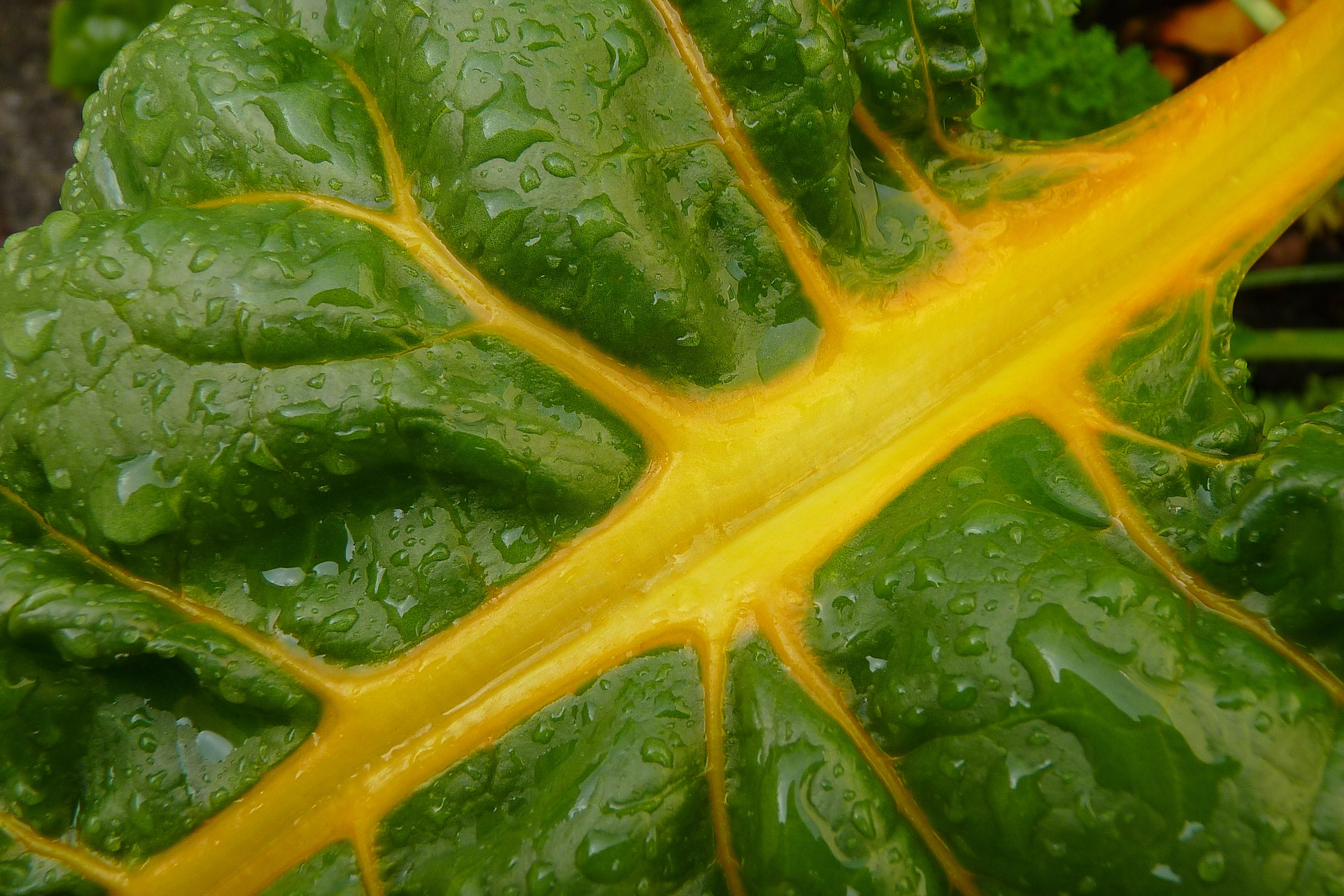
Bietola con gambo di colore giallo
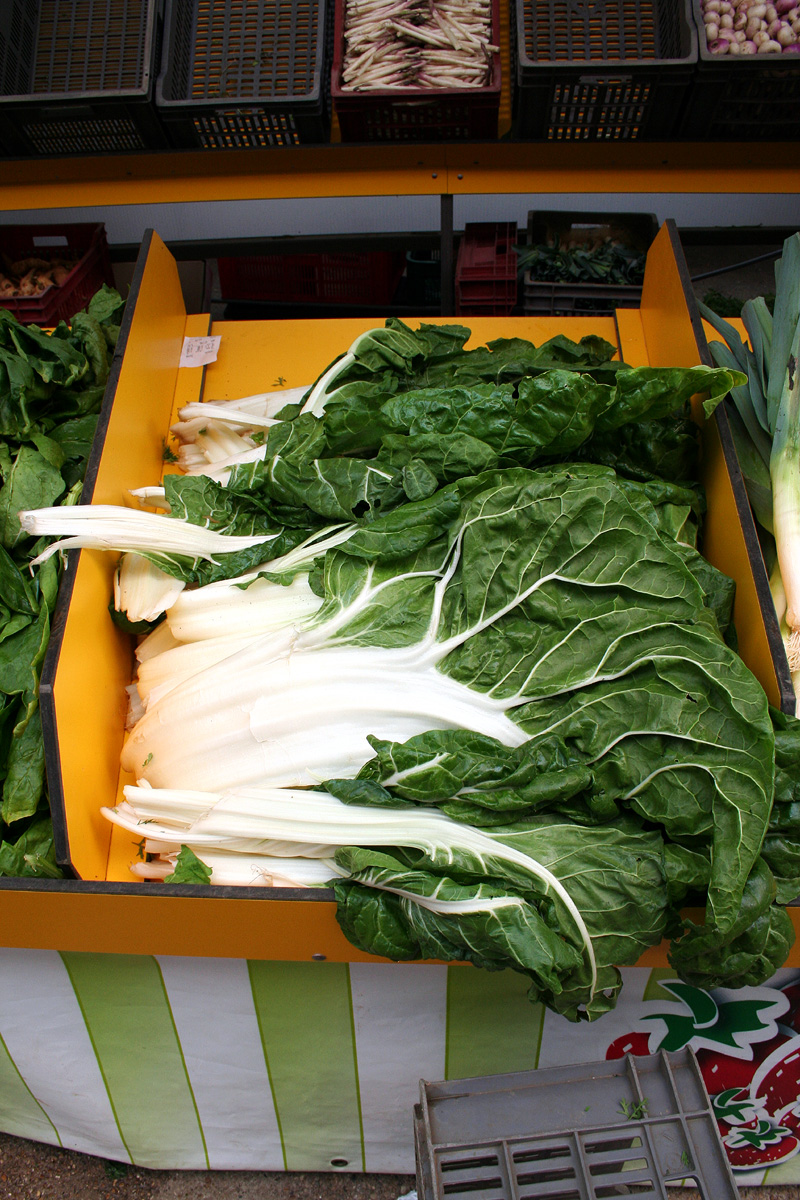
Bietola con gambo di colore bianco
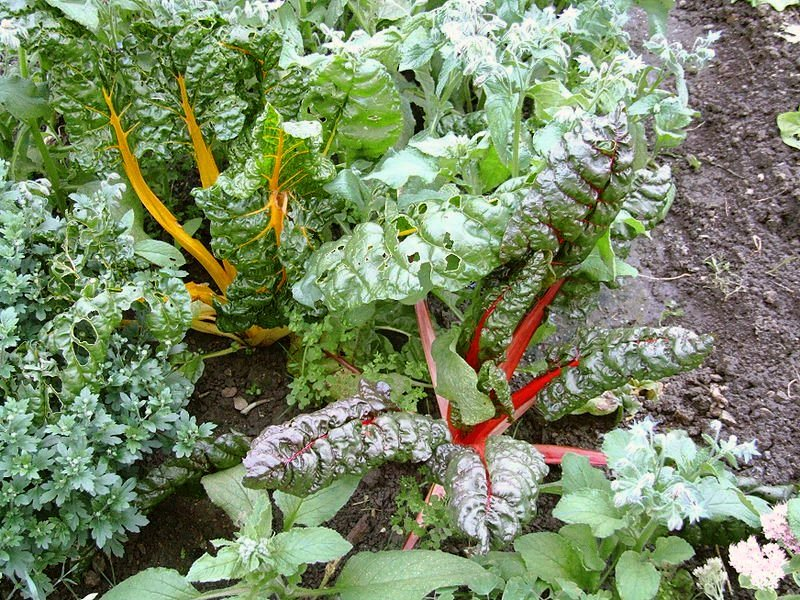
Bietola rossa e gialla
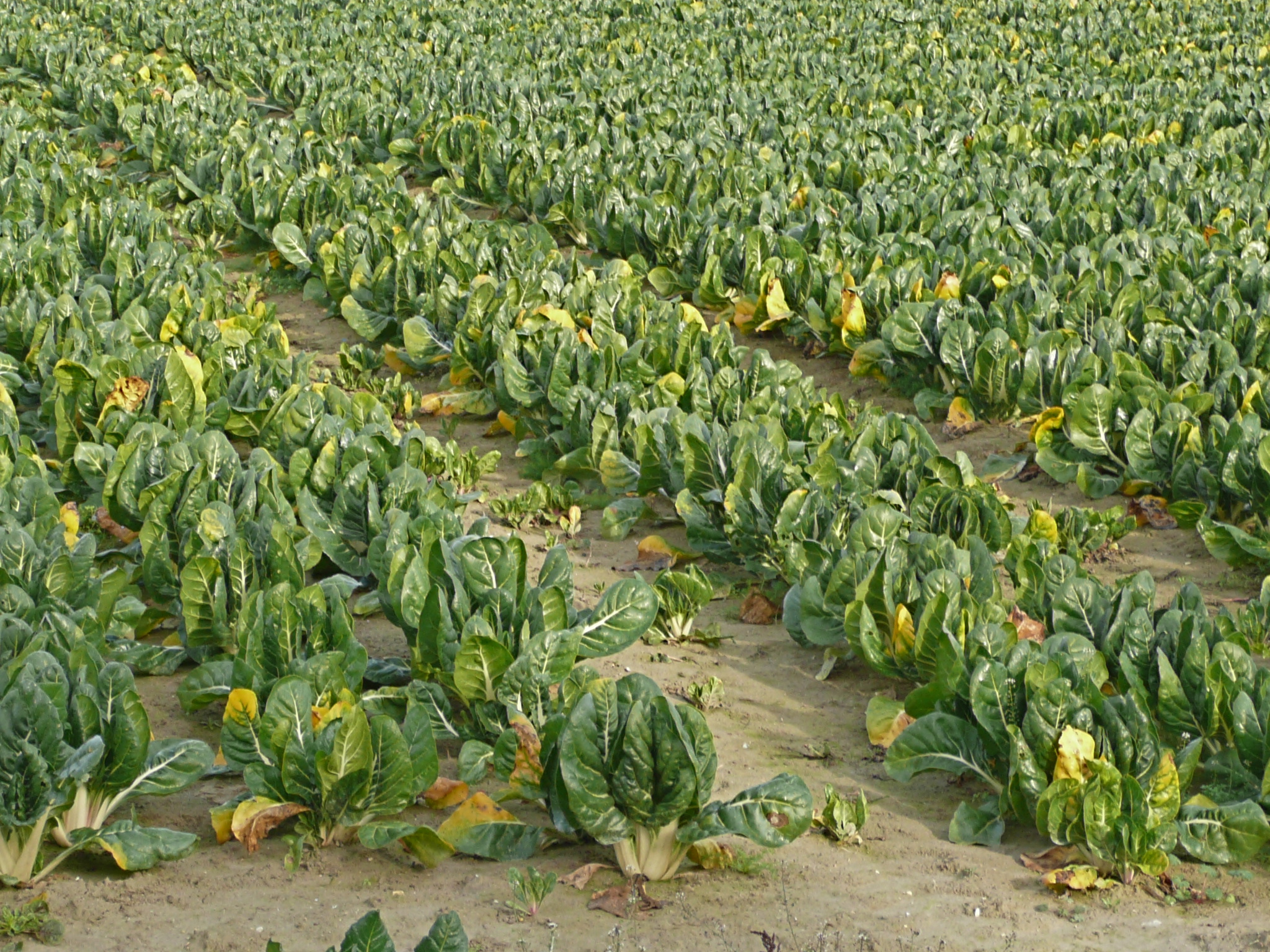
Bietole da coste
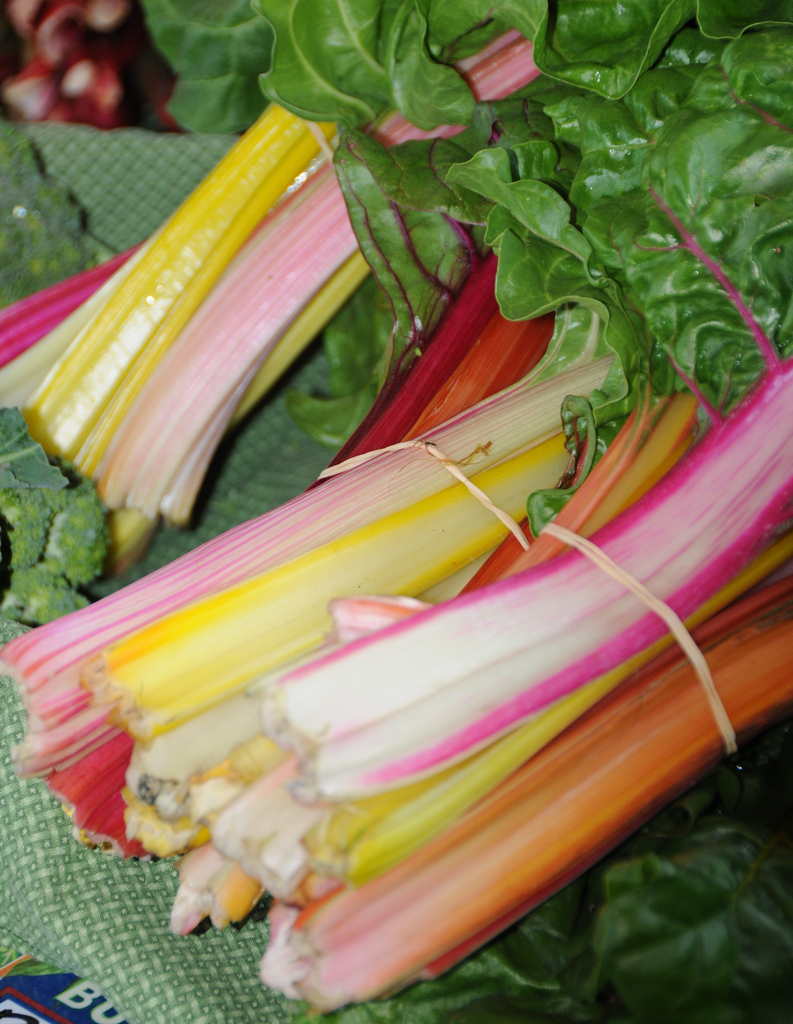
Gambi di colori diversi